# حمالة الصدر التدريبية
النهدية التدريبية أو حمالة الصدر التدريبية (أيضًا حمالة صدر المدربة، أو حمالة صدر المبتدئة، أو حمالة الصدر الأولى، أو حمالة الصدر بلا حبال) هي نهدية خفيفة الوزن مصممة للفتيات اللواتي بدأ نمو الأثداء لديهن. وهي معدة للباس خلال فترة البلوغ عندما تكون أثداء الفتيات ليست كبيرة بما يكفي لتناسب النهديات ذات الأحجام القياسية. يعرف نمو الثدي عادةً من خلال مقياس تانر. تصنف الفتيات اللواتي ينمو لديهن أثداء إما في المرحلة الأولى أو الثانية من مقياس تانر. النهديات التدريبية عادةً خفيفة الوزن، وبلا حبال، وبنفس نمط الكنزة وتتميز أنها نهدية ناعمة ومرنة وذات واقيات. بدأت بعض الفتيات بارتداء النهديات الرياضية كأولى نهدية، والتي تعتبر مشابهة في التصميم. وقبل أن يبدأ تسويق النهديات التدريبية في ستينيات القرن التاسع عشر، كانت الفتيات في عمر ما قبل المراهقة أو المراهقات اليافعات يرتدين عادةً قمصانًا داخلية نسائية في البلدان الغربية.
عندما تتلقى فتاة ما أولى نهدية، قد يبدو الأمر بالنسبة لها طقسًا طال انتظاره في حياتها مشيرًا لبلوغها سن الرشد. سُوقت النهديات الخاصة بالفتيات في عمر ما قبل المراهقة وفي عمر البلوغ لأول مرة خلال خمسينيات القرن التاسع عشر.

## الأنواع
حمالات الصدر التدريبية عادةً خفيفة الوزن وذات تصميم له واقٍ ناعم، قد يشابه الملابس العلوية القصيرة. تُصنع غالبًا من خليط ألياف القطن والإسباندكس أو القطن والإيلاستان مع شرائط رقيقة ومرنة تحت الأثداء النامية لتثبت القطعة في مكانها. تُباع حمالات الصدر التدريبية للفتيات البالغات بأحجام صغيرة، ومتوسطة، وكبيرة، وتساعد على إخفاء حلمتي الفتاة وتبرعم ثدييها تحت اللباس الكاشف. بعضها مدمجة مع الملابس الداخلية النسائية. تُصنع وفق العديد من الألوان والطباعات، بما فيها الدانتيل. ومع استمرار نمو الفتاة، عادةً في المرحلة الثالثة تقريبًا من مقياس تانر، تصبح حمالات الصدر العادية متاحة بأحجام تتراوح من 30 إيه إيه إيه حتى 38 بي. تقدم حمالات الصدر التدريبية المبدئية القليل من الدعم، في حال قدمت شيئًا ما. بعض الأنواع مبطنة من أجل إخفاء تبرعم ثديي الفتاة الناميين أو من أجل زيادة حجم ثديي الفتاة الملاحظ. أُعدت حمالات الصدر التدريبية بغرض مساعدة الفتاة لتصبح مرتاحة لفكرة ارتداء الملابس الداخلية النسائية (لانجري).

## التاريخ
قبل خمسينيات القرن التاسع عشر، ارتدت الفتيات في البلدان الغربية نموذجيًا قمصانًا داخلية إلى أن أصبحت أثدائهن كبيرة بما يكفي لتناسب حمالة صدر البالغات. خلال أربعينيات وخمسينيات القرن التاسع عشر، صنع الإعلام الغربي «مثبتًا للثدي» يناسب تصور المراهقة لحجم الثدي. لاحظ الفتيان أن الفتيات كنّ ذوات «صدر أكبر» وبشكل خاص الفتيات الأمريكيات اللواتي كنّ أكثر وعيًا بحجم الثدي وأوزانهن. كانت الثقافة الأمريكية الشعبية في خمسينيات القرن التاسع عشر معروفة بتركيزها على النساء ذوات الصدر الكامل مثل لانا تيرنر وجين راسل. ظهر التشديد على القامة الأنثوية من عدة مصادر: الفتيات اللواتي أردن الحصول على حمالات صدر في مراحل عمرية مبكرة عما سبق، في الوقت الذي شعرت فيه أمهاتهن أنه يجب عليهن مساعدة بناتهن في تطوير قامة «جيدة»؛ الأطباء الذين أعطوا للأمومة قيمةً تفوق كل الأدوار النسائية الأخرى؛ والشركات التي وجدت مكسبًا في إقناع الفتيات وآبائهن بأن أثداء اليافعات تحتاج للدعم. في بعض الدوائر الاجتماعية، أصبحت قدرة الفتاة على ملء حمالة الصدر مركزية بالنسبة لمكانتها وإحساسها بذاتها.
خلال خمسينيات القرن التاسع عشر، كتب الأطباء في الولايات المتحدة أن الفتيات المراهقات بحاجة ارتداء حمالات صدر من أجل منع تدلي الثدي، والتروية الضعيفة، والأوعية الدموية المتمددة. في مجلات مثل «السابعة عشر» و«الموجز»، شُجعت الفتيات اليافعات على شراء أغراض داخلية مثل حمالات صدر «بوبي»، وأحزمة فورمفيت، وملابس «أداغيو» المصممة من قبل شركة مايدن فورم والتي كانت «مخصصة للمراهقات».

أصبح شائعًا في خمسينيات القرن التاسع عشر في الولايات المتحدة بداية ارتداء الفتيات في عمر ما قبل المراهقة لحمالات الصدر التدريبية حتى وإن كانت أثدائهن صغيرة جدًا على أن تحتاج دعمًا فعليًا. نشرت الأكاديمية الأمريكية لطب الأطفال «البلوغ: معلومات للفتية والفتيات» في عام 2002. نصحوا فيها الفتيات بالتالي: 
«مع نمو أثدائك، قد تحتاجين لحمالة صدر. تشعر بعض الفتيات بالحماس لارتدائها حمالة الصدر للمرة الأولى؛ إنها الخطوة الأولى في طريقها لتصبح امرأة! ومع ذلك، تشعر بعض الفتيات بالإحراج، خاصة إذا كانت من أوائل من يحتاج لحمالة صدر بين صديقاتها. إن حاول الأشخاص من حولكِ أن يجعلوا من أمر أول حمالة صدر خاصة بك شيئًا عظيمًا فقد يتعين عليكِ، محاولة تذكر أنهم لا يقصدون إحراجك، بل إنهم فخورون بمدى نضجك».
يوضح الكاتب أن الفتيات اجتماعيًا منشغلات بشكل أكبر باعتقادات الأشخاص حول ارتدائهن لحمالة صدر عوضًا عن انشغالهن بمشاعرهن الذاتية. وبالنتيجة، تصبح الفتيات الشابات قلقات حول الحصول على أولى حمالة صدر تدريبية قبل أن تحتاج أثدائهن دعمًا فعليًا، وإنما من أجل غايات اجتماعية فقط. تواجه الفتيات بعد ذلك تحدي الحفاظ على حمالات الصدر الحالية وارتداء الأخيرة الأكثر عصرية. تتجنب بعض الفتيات ارتداء حمالة صدر، خوفًا من نهاية حرياتهم المتعلقة بالطفولة، مثل عدم تغطية الصدر. قد تكون الفتيات اللواتي تنمو أثدائهن بشكل أبكر من قريناتهن حساسات للتعليقات والمضايقات. قد تلوم الفتاة نفسها إذا لم يكن جسمها مطابقًا لأشكال وأحجام حمالات الصدر التي تُصمم وفق مقاييس صنع قياسية.
تكون الأثداء النموذجية في مرحلة الشباب ثابتة وقويمة. وبذلك، قد لا تحتاج دعمًا فيزيائيًا من قبل حمالة صدر. قدم اختبار قلم الرصاص، المطور من قبل آن لاندرز، في بعض الأحيان معايير تحدد ما إذا كان يجب على الفتاة ارتداء حمالة صدر أم لا: يوضع قلم رصاص تحت الثدي، وإذا بقي في مكانه بنفسه، يكون ارتداء حمالة صدر موصى به؛ وإذا سقط على الأرض، لا يكون كذلك. 
صنع أوليغ كاسيني «حجرة في قمة حمالة الصدر» مستفزة من النايلون وإيلاستان الإسباندكس لشخصية بيتر بان.  في ستينيات القرن التاسع عشر المبكرة، سوّق صانعو حمالات الصدر للفتيات بعمر 13-19 واستهدفوا لاحقًا في ستينيات القرن التاسع عشر الفتيات في عمر ما قبل المراهقة 10-12. دخلت شركات جديدة إلى الأسواق مثل تينفورم، وتينشارم، وهيفنتين. أظهرت بعض إعلانات الشركات التجارية فتيات يرتدين حمالات صدر حتى الخصر. كتب ميرسي دوبيل، محرر «مراجعة المشدات والملابس الداخلية» أن «حمالات الصدر انضمت لملمعات الشفاه و«الكعب العالي» لتصبح إحدى الرموز المحببة للنضوج. إذ يشجع الإعلام المراهقات والفتيات ما بين عمر الطفولة والمراهقة على ارتداء الملابس الداخلية النسائية في عمر مبكر، قبلما أو حالما تبدأ أثداؤهن بالنمو، كطريقة إعلان عن جنسهم».
أدارت شركة «ذا ديبيفويس» في عام 1904 حملة إعلانية «داعمة لصدر المرأة» وأطلقت عليها اسم (brassiere) «حمالات الصدر» في النسخة الإعلانية الخاصة بنيويورك. مصطلح (brassiere) هو كلمة فرنسية نورمانية تستخدم لوصف قميص الطفل الداخلي. بعد أسبوعين من الحملة الإعلانية، اكتسب المصطلح الفرنسي النورماني (brassiere) شعبيته في الولايات المتحدة الأمريكية. 